# Isa Grimmius
Isa Grimmius (16 maart 2004) is een voetbalspeelster uit Nederland. Ze speelt als doelverdediger voor Excelsior.

## Clubcarrière
Grimmius doorliep de gehele jeugdopleiding van ADO Den Haag voordat ze overgeheveld naar de hoofdmacht van de Haagse voetbalclub. Op 29 mei 2022 maakte Grimmius haar debuut voor de hoofdmacht van ADO Den Haag in een uitwedstrijd in de Eredivisie Cup uitwedstrijd tegen FC Twente.
Op 6 december 2022 tekende Grimmius haar eerste profcontract bij ADO Den Haag. Sinds het seizoen 2021/22 fungeert ze als tweede keepster bij de club uit de Hofstad achter Barbara Lorsheijd. In juli 2024 verlengde Grimmius haar contract tot medio 2025. Na afloop van de laatste wedstrijd van het seizoen 2024/25 tegen Fortuna Sittard nam Grimmius afscheid van de club uit de Hofstad. Ze besloot een nieuwe uitdaging aan te gaan omdat dit voor haar persoonlijke ontwikkeling beter zou zijn. Grimmius vond in competitiegenoot Excelsior haar nieuwe werkgever.

## Statistieken
| Seizoen | Club         | Land      | Competitie         | Wedstrijden | Doelpunten |
| ------- | ------------ | --------- | ------------------ | ----------- | ---------- |
| 2021/22 | ADO Den Haag | Nederland | Vrouwen Eredivisie | 0           | 0          |
| 2022/23 | ADO Den Haag | Nederland | Vrouwen Eredivisie | 0           | 0          |
| 2023/24 | ADO Den Haag | Nederland | Vrouwen Eredivisie | 1           | 0          |
| 2024/25 | ADO Den Haag | Nederland | Vrouwen Eredivisie | 1           | 0          |
| 2025/26 | Excelsior    | Nederland | Vrouwen Eredivisie | 0           | 0          |
| Totaal  | Totaal       | Totaal    | Totaal             | 2           | 0          |

Laatste update: 24 juli 2025
1 Van der Klooster ·
2 De With ·
3 Westerink ·
4 Helderman ·
5 Van Goch ·
6 Goretkiová ·
7 Breewel ·
8 Van Spijk ·
9 Ellouzi ·
10 Hendriks ·
11 Martina ·
12 De Raaff ·
16 Lammers ·
17 Vrij ·
18 Van Houwelingen ·
19 De Jong ·
20 Frankena ·
22 Homan ·
23 De Ridder ·
24 Pereira ·
25 Mollink ·
29 Lont ·
43 Hardiek ·
Coach: Kreugel
· Assistent-coach: Brummel